# Ri Jongho (politikus)
Ri Jongho (koreaiul: 리용호; koreai kiejtés: [ɾi.joŋ.ɦo]; Phenjan, 1956. július 10. –) észak-koreai politikus és diplomata, aki 2016 és 2020 között Észak-Korea külügyminisztere volt.
Ri ügyes tárgyalófélként ismert, akinek van tapasztalata az Egyesült Államok az észak-koreai atomprogramról folytatott tárgyalásokban. Különösen ő vezette Észak-Korea tárgyalóit a hatoldalú tárgyalásokon. Diplomáciai pályafutása több mint 30 évet ölel fel, többek között különböző nagykövetségeken töltött be tisztségeket. Ri 2003 és 2007 között az Egyesült Királyság nagykövete volt.
Ri a Koreai Munkapárt 7. Központi Bizottságának és Politikai Hivatalának teljes jogú tagja, valamint a 14. Legfelsőbb Népi Gyűlés képviselője.

## Fiatalkora és tanulmányai
Ri 1956-ban született, apja Ri Mjong-je, a Kim-dinasztia közeli munkatársa, a Koreai Központi Hírügynökség korábbi szerkesztője. 1973-ban végzett a phenjani elit Namsan középiskolában. A phenjani Idegen Nyelvi Egyetemen angol szakon végzett.

## Pályafutása
Ri hivatásos diplomata, több mint 30 éve dolgozik külügyi területen. Jól beszél angolul, "ügyes tárgyalófélként" jellemzik. Ri különösen nagy tapasztalattal rendelkezik az Egyesült Államok folytatott tárgyalásokban az észak-koreai atomprogram ügyében.
Ri 1978-ban lépett be a külügyminisztériumba. 1979-ben négy évre a zimbabwei észak-koreai nagykövetség titkára lett. 1985 és 1988 között a svédországi észak-koreai nagykövetség titkáraként dolgozott.
Svédországi állása után Ri 1988-ban visszatért a külügyminisztériumba, ahol a minisztérium Nemzetközi Szervezetek Irodájának vezetője, felügyelője és igazgatóhelyettese volt. Ez a poszt lehetővé tette számára, hogy részt vegyen az Egyesült Államokkal folytatott tárgyalásokban. 1995-ben a minisztériumban tanácsossá léptették elő. Akkoriban Kang Sok-ju közeli szövetségeseként jellemezték. 1990-es években részt vett az Egyesült Államokkal folytatott közvetlen tárgyalásokon. 2000 októberében nagykövetként kísérte el Jo Myong-rokot a washingtoni tárgyalásokra. 2000-ben nagykövetként szolgált a nyugat-európai országokban. 2003 és 2007 között az Egyesült Királyság nagykövete volt. Ri-t 2010. szeptember 23-án nevezték ki külügyminiszter-helyettesnek, egy ideig Ri Szu-jong alatt szolgált. 2011-ben Ri volt Észak-Korea vezető képviselője a hatoldalú tárgyalásokon. 2011-ben Ri csapata tárgyalt a "szökőnapos megállapodásról" a hatoldalú tárgyalások során. 2011-ben Ri találkozott dél-koreai tárgyalókkal Balin, hogy alkut kössön a nukleáris leszerelési tárgyalások folytatásáról. A hatoldalú tárgyalásokon a dél-koreai tárgyalófelekkel is találkozott.
Rit 2016. május 9-én nevezték ki külügyminiszterré. 2016. május 9-én Előléptetésére a Koreai Munkapárt 7. kongresszusa után került sor, amely a Központi Bizottság teljes jogú tagjává és a Politbüro póttagjává tette. 2010. szeptember 28-tól korábban a Központi Bizottság póttagja volt. 2016. május 9-én Ri a 14. Legfelsőbb Népi Gyűlés képviselője is, a 371. választási körzetet (Unha) képviselve. A Központi Bizottság teljes jogú tagja.
2017 augusztusában, a Koreai-félszigeten megnövekedett feszültségek közepette Ri részt vett egy ritka többoldalú találkozón a külügyminiszterekkel a Fülöp-szigeteki Manilában tartott csúcstalálkozón. Ri dél-koreai, kínai és orosz kollégáival tárgyalt, így a találkozó csak két fél - az Egyesült Államok és Japán - részvételével maradt el a hatoldalú tárgyalások összetételétől. Augusztus 7-én Ri kijelentette, hogy országa soha nem fog tárgyalni Észak-Korea nukleáris fegyvereinek eladásáról.
2017. szeptember 23-án Ri részt vett az ENSZ Közgyűlésén, és beszédet mondott, amelyben megjegyezte, hogy Donald Trumpot "még az amerikai nép is úgy szidja, mint 'bánatos parancsnok', 'hazug király' és 'gonosz elnök'." Ezt követően a Politbüro teljes jogú tagjává tették. Michael Madsen, a Johns Hopkins Egyetem munkatársa szerint: "Ri most már biztonsággal azonosítható Észak-Korea egyik legfőbb politikai döntéshozójaként... Még ha informális vagy nem hivatalos megbeszéléseket is folytat, Ri tárgyalópartnerei biztosak lehetnek abban, hogy bármilyen javaslatot is tesznek, azt közvetlenül a csúcsra viszik".
2019 augusztusában Ri elítélte a 2019-es hongkongi tiltakozásokat, kijelentve: "A 2019-es hongkongi tüntetések nem voltak jótékony hatásúak: "Észak-Korea teljes mértékben támogatja Kína álláspontját és intézkedéseit az ország szuverenitásának, biztonságának és területi integritásának megvédésére, valamint Hongkong jólétének és stabilitásának megőrzésére, és aggódik a külföldi erők Hongkong ügyébe való beavatkozása miatt.".
2020 januárjában Ri-t felmentették külügyminiszteri tisztségéből. Utódjának két nappal később jelentették be Ri Szongvon személyét, aki keményvonalasnak ismert.

## Fordítás
Ez a szócikk részben vagy egészben  a   Ri Yong-ho (diplomat) című angol Wikipédia-szócikk fordításán alapul.  Az eredeti cikk szerkesztőit annak laptörténete sorolja fel. Ez a jelzés csupán a megfogalmazás eredetét és a szerzői jogokat jelzi, nem szolgál a cikkben szereplő információk forrásmegjelöléseként.